# Simon Marsden
 (novembre 2008).
Si vous disposez d'ouvrages ou d'articles de référence ou si vous connaissez des sites web de qualité traitant du thème abordé ici, merci de compléter l'article en donnant les références utiles à sa vérifiabilité et en les liant à la section « Notes et références ».
Pour les articles homonymes, voir Marsden.
Simon Marsden Neville Llewelyn (né 1er décembre 1948, à Lincoln, Lincolnshire- décédé le 22 janvier 2012), 4e baronnet, est un photographe et auteur anglais. Il est surtout connu pour ses photographies en noir et blanc représentent des maisons et lieux hantés à travers le monde. Il a succédé à son frère comme baronnet de Grimsby, dans le comté de Lincoln en 1997.

## Carrière
Simon Marsden suit des études à Ampleforth College (en) dans le Yorkshire du Nord, ainsi qu'à l'Université de la Sorbonne à Paris. Ensuite, dans les années 1969-1971, il travaille comme photographe professionnel. Ses premiers travaux sont publiés à la fin des années 1970 dans des périodiques consacrés à la photographie. Deux subventions du Arts Council of Great Britain (Conseil des arts de Grande-Bretagne) en 1975 et 1976 lui permettent d'entreprendre de long voyages dans toute l'Europe, le Moyen-Orient, et les États-Unis, photographiant des sujets d'architecture et les paysages variés qu'il rencontre. 
Simon Marsden a toujours montré un intérêt particulier pour les sujets « sinistres », comme les cimetières et ruines, de même qu'aux légendes et contes qui sont souvent liés à ces endroits. 
Les photographies de Simon Marsden sont connues dans le monde entier, elles sont exposées dans un grand nombre de musées, comme, entre autres, le Paul Getty Museum de Los Angeles, la Bibliothèque nationale de France, à Paris, et le Victoria and Albert Museum à Londres. Simon Marsden a publié divers livres illustrés et réalisé de nombreux travaux de commande. Parmi ces derniers, une série de publicités pour le whisky Clan Campbell (1991-2006), la couverture de Dusk... and Her Embrace, le deuxième album du groupe de metal extrême anglais Cradle of Filth, ainsi qu'une publicité pour l'entreprise japonaise Toshiba.

## Quelques Œuvres
- En ruines, 1980
- The Haunted Realm, 1986
- Visions of Poe, 1988
- Des fantômes, des îles, 1990
- Journal d'un Chasseur de fantômes, 1994
- Au-delà du mur, 1999
- Venice—City of Haunting Dreams, 2001
- Cette Spectred Isle-Voyage en Angleterre Haunted, 2005
- La France Hantée, 2006, Flammarion
- Dolmen,